# Рейнгольд, Семён Моисеевич
Семён Моисеевич Рейнгольд (18 ноября 1927, Одесса — 11 мая 1981, Пенза) — советский театральный режиссёр, народный артист РСФСР.

## Биография
Семён Моисеевич Рейнгольд родился 18 ноября 1927 года в Одессе. В 1952 году окончил Ленинградский государственный театральный институт.
Работал режиссёром-постановщиком в театрах Ленинграда, Новокузнецка, Бреста, Орджоникидзе. В 1956—1957 годах служил режиссёром-постановщиком Пензенского драматического театра.
С 1958 года был главным режиссёром Владимирского драматического театра. Затем работал в Ивановском и Ставропольском театрах драмы.
В 1971—1981 годах — главный режиссёр Пензенского драматического театра им. Луначарского.
[11 мая 1981 года] Ошарашила смерть С.М. Рейнгольда. Ещё в пятницу был у меня, вчера вёл репетицию, сегодня лёг в больницу, в 17:00 уже не стало. Спасти не смогли. Талантливый мужик. Образовалась такая брешь, которую едва ли заткнёшь в театре.

Памятник на могиле Семёна Рейнгольда

Скоропостижно скончался 11 мая 1981 года в Пензе, похоронен на Новозападном кладбище.

### Семья
- Жена — актриса Тамара Евдокимовна Марсова (род. 1927), заслуженная артистка РСФСР.

## Награды и премии
- Заслуженный деятель искусств РСФСР (3 февраля 1971)[2].
- Народный артист РСФСР (12 апреля 1979).

## Работы в театре

### Пензенский драмтеатр (1956—1957)
- 1956 — «Тристан и Изольда» А. Бруштейн
- 1957 — «Когда цветет акация» Н. Винникова
- 1957 — «Первая весна» Г. Николаевой, Э. Радзинского

### Владимирский драмтеатр
- «Дядя Ваня» А. П.Чехова
- «Поздняя любовь» А. Н. Островского
- «Дачники», «Последние» М. Горького
- «Король Лир» У. Шекспира
- «Иркутская история» А. Н. Арбузова
- 1960 — «Моя семья» Э. Де Филиппо (1960)
- 1962 — «Дачники» М. Горького (1962)
- 1967 — «Кремлёвские куранты» Н. Ф. Погодина (1967)
- 1970 — «Ленинградский проспект» («Жизнь продолжается») И. Штока (1970)

### Пензенский драмтеатр (1971—1981)
- 1971 — «Дело, которому ты служишь» Ю. Германа
- 1972 — «Человек со стороны» И. Дворецкого
- 1972 — «Валентин и Валентина» М. Рощина
- 1973 — «Волки и овцы» А. Н. Островский
- 1974 — «Долги наши» Э. Володарского
- 1974 — «Несколько майских дней» («Лестница») В. Садчикова
- 1975 — «Характеры» В. Шукшин
- 1975 — «Записки Лопатина» К. Симонова
- 1976 — «День приезда — день отъезда» В. Черных
- 1976 — «Униженные и оскорблённые» (по Ф. М. Достоевскому)
- 1977 — «Святая святых» И. Друцэ (1977)
- 1977 — «Варшавская мелодия» Л. Зорина
- 1977 — «Люблю отчизну я…» (Лермонтов) (В. Налобин)
- 1977 — «Тихий Дон» по М. А. Шолохову
- 1978 — «Берег» (по Ю. Бондареву, 1978)
- 1979 — «Не было ни гроша, да вдруг алтын» А. Н. Островского (1978)
- 1979 — «Мы, нижеподписавшиеся…» А. И. Гельмана
- 1980 — «Старый дом» А. Казанцева
- 1980 — «Поднятая целина» по М. А. Шолохову
- 1981 — «Лёвин дол» по роману П. И. Замойского «Лапти»